# 인천 국제 악기전시회
인천 국제 악기전시회는 대한민국의 악기 관련 박람회이다. 인천에 대규모 전시장이 마련되지 않아 2007년도 전시회까지는 서울에서 개최되었으나 송도 컨벤시아의 준공으로 2008년도 전시회부터 송도 컨벤시아에서 개최하게 된다. 인천광역시청이 주최하고 한국무역협회 인천지부, 코트라 인천무역관이 주관하며, 지식경제부, 문화체육관광부, 교육과학기술부, 한국음악협회, 한국음악산업협회, 한국피아노조율사협회, 한국학원총연합회와 그 밖의 주요 언론사들이 후원한다. 최근에 개최된 전시회는 2008년 9월 4일부터 9월 6일까지, 2009년 전시회는 2009년 9월 3일부터 9월 5일까지, 2010년 전시회는 2010년 6월 24일부터 6월 26일까지 인천에 있는 송도 컨벤시아에서 개최되었다.